# 库伦图镇
库伦图镇，是中华人民共和国内蒙古自治区乌兰察布市四子王旗下辖的一个乡镇级行政单位。

## 行政区划
库伦图镇下辖以下地区：
大新地行政村、库伦图行政村、后卜洞行政村、富贵行政村、苏木加力格行政村、红盘行政村、朝克文都行政村、韭菜滩行政村、东玻璃行政村、高台行政村、头股行政村、三元井行政村和马安桥行政村。